# Cruzeiro do Oeste
Cruzeiro do Oeste é um município brasileiro do estado do Paraná. Localizado na Região Noroeste, sua população, segundo o censo de IBGE de 2022, era de 23 831habitantes, sendo uma das principais cidades da região, juntamente com Umuarama, Paranavaí, Cianorte e Loanda.

## História

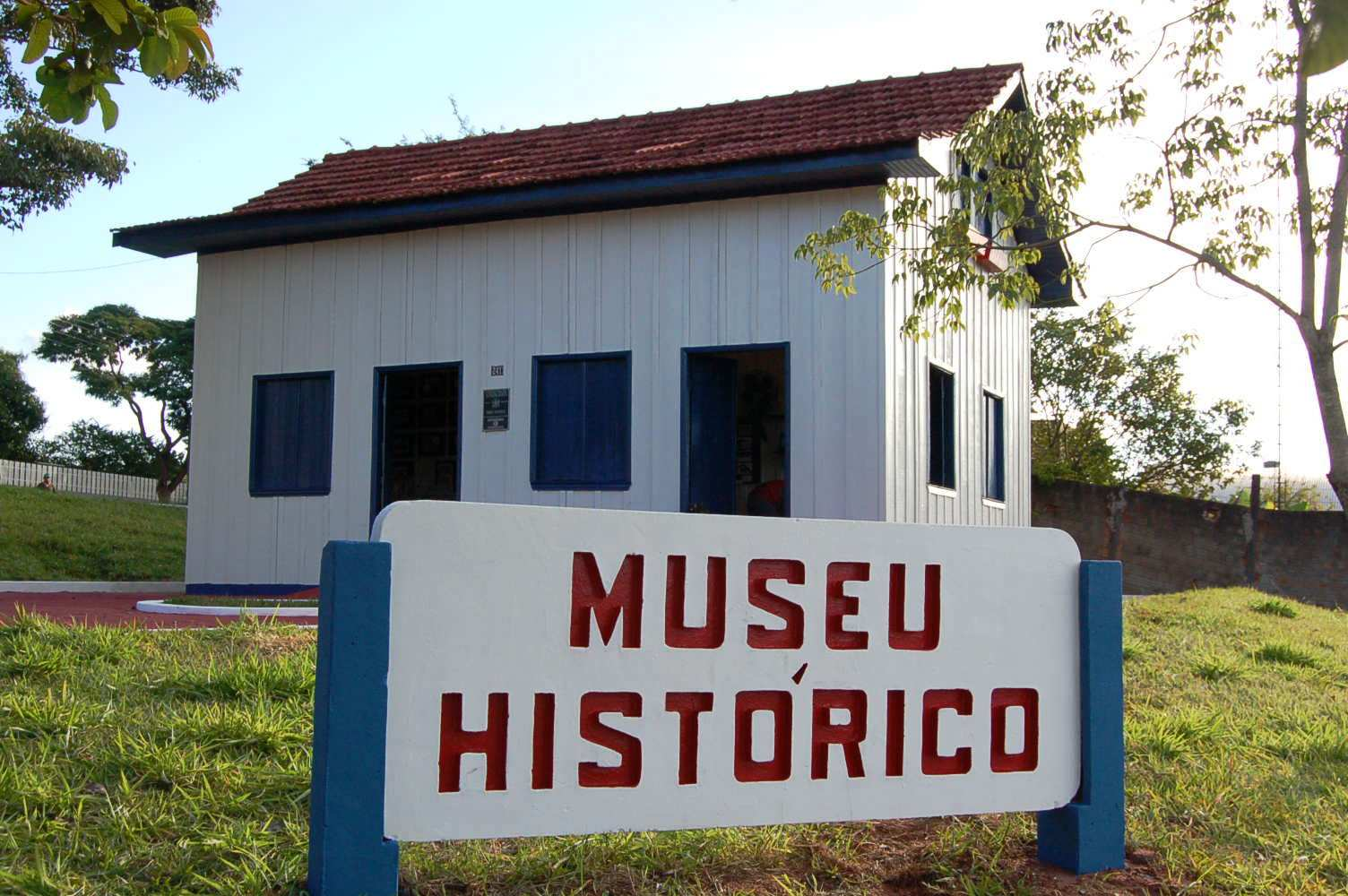
Museu Histórico

A cidade de Cruzeiro do Oeste, criada na metade do século passado por iniciativa do Estado (gestão Bento Munhoz da Rocha Neto), teve como motivação a necessidade de se criar um polo avançado para a colonização de uma vasta região da grandiosa unidade federativa do Paraná.
Com suas terras férteis, Cruzeiro do Oeste, desde sua fundação, assentou suas bases para o desenvolvimento na exploração da terra. Daí pode-se concluir que é uma região essencialmente agrícola, foi o maior produtor de café na época, chegando a ser o município mais importante na época com 67.000 habitantes, com a geada que matou todo a raiz do café o município foi perdendo população e muitos foram para as cidades de Umuarama e Maringá e estado de São Paulo, só a partir de 2007 a cidade voltou a crescer num ritmo acelerado, hoje é umas das cidades que mais cresce no estado, hoje o município é destaque na industrialização é a "Capital do Leite".
Passou a fazer parte da história do Estado do Paraná em 25 de agosto de 1952, data da fundação de Cruzeiro do Oeste, mas foi somente em 28 de novembro de 1954, pela Lei Estadual n.º 253/54, que ocorreu a emancipação política.  Em 3 de outubro de 1955 foi eleito o primeiro prefeito do município e a primeira Câmara Municipal. No dia 17 de novembro do mesmo ano ocorreu a instalação do Município, assumindo o cargo de primeiro prefeito da cidade o Sr. Aparício Teixeira D’Ávila.
Cruzeiro do Oeste começou a se desenvolver e de um simples lugarejo, que servia apenas de pousada, tornou-se uma cidade com a necessidade de aqui se instalar os poderes constituídos.
No dia 25 de agosto de 1960, foi instalada a Comarca de Cruzeiro do Oeste por Sidney Dietrichi Zappa, sendo o primeiro juiz de direito Osires Antonio de Jesus Fontoura e o primeiro promotor da justiça Pedro Vieira.
Os fundadores de Cruzeiro do Oeste, chegados em 1947, foram Messias Francelino de Medeiros, guarda florestal do Departamento do Oeste, José Bogo, José Paulo da Silva, Laurindo Nunes de Oliveira, Joaquim José Ferreira, Aristides Mattes, Pedro Candinho, Juvenal Calixto, Osvaldo Rodrigues do Amaral, Artur Teixeira e Carlos João Dutra Soares. Fixando-se na região, dedicaram-se à agricultura, ao comércio e à indústria. Com a criação do Município de Peabiru, em 1951, desmembrado de Campo Mourão, Cruzeiro do Oeste foi elevado à categoria de Distrito Administrativo do novo município. Três anos depois alcançava autonomia. A denominação atual originou-se de se ter iniciado o primeiro povoado, à beira de uma encruzilhada de estradas.

## Geografia
Em Cruzeiro do Oeste, numa área territorial de 775,984 km² distribuem-se 23.831 habitantes (censo de 2022), dos quais 12.357 são homens e 11.474 são mulheres, o que dá uma densidade demográfica de 30,71 hab./km², o que representa um aumento de 16,91% em comparação com o Censo de 2010 (20.384 habitantes).
Atualmente, a zona urbana concentra 90,12% da população num total de 22.019 habitantes, enquanto a zona rural conta com 3.400 habitantes (10,88%).[carece de fontes?]
Compõem o município três distritos: Cruzeiro do Oeste (sede), Cafeeiros e São Silvestre.

### Relevo
Cruzeiro do Oeste está localizado no declive do Terceiro Planalto ou Planalto de Guarapuava, caindo suavemente em direção à calha do rio Paraná. É caracterizado regionalmente por chapadas e platôs de pequena ondulação, com divisores de água arredondadas.
Na região de Cruzeiro do Oeste, as altitudes variam entre 300 e 600 m. É uma área esculpida em rochas eruptivas básicas com sedimentos mesozóicos (idade média) denominado de arenito caiuá inclinado de Leste para Oeste.

### Sítio paleontológico
A cidade conta com um sítio paleontológico, descoberto desde a década de 1970, onde foram detectados pelos menos nove animais, sendo dois adultos do gênero Caiuajara de pterossauros. Os pterossauros eram animais voadores que habitavam sempre áreas litorâneas. No Brasil foram encontrados na região Nordeste. O que intriga os estudiosos é como estes fósseis foram parar numa região onde, definitivamente, o mar não era predominante no Cretáceo. No entanto, pode-se afirmar que várias características já encontradas classificam os achados de Cruzeiro do Oeste na família Tapejaridae, Pterossauros brasileiros da Chapada do Araripe, os mesmos que se tornaram conhecidos mundialmente pela crista avantajada.
Em 2014, foram encontrados 47 fósseis de pterosauros  e depois de anos de pesquisa da Universidade Estadual de Maringá (UEM) e da Universidade de São Paulo (USP), foi anunciado, em junho de 2019, a descoberta de uma nova espécime de dinossauro, o Vespersaurus paranaensis, que viveu há 90 milhões de anos na região.
Em julho de 2019, um mês depois do anúncio da descoberta, a cidade inaugurou o Museu Paleontológico de Cruzeiro do Oeste

## Economia
A cidade de Cruzeiro do Oeste nos últimos anos pode se considerar a melhor cidade paranaense em investimentos por habitante, Cruzeiro do Oeste, pacata cidade com pouco menos de 25.000 habitantes, ficou em terceiro em termos de investimentos per capita, atrás apenas de cidades de porte médio/grande, como Maringá (409.657 hab.) e Londrina (555.965  hab.), superou a capital do estado, Curitiba e até as cidades coração do Brasil, São Paulo e Rio de Janeiro, segundo o levantamento feito pelo Siafi.[carece de fontes?]

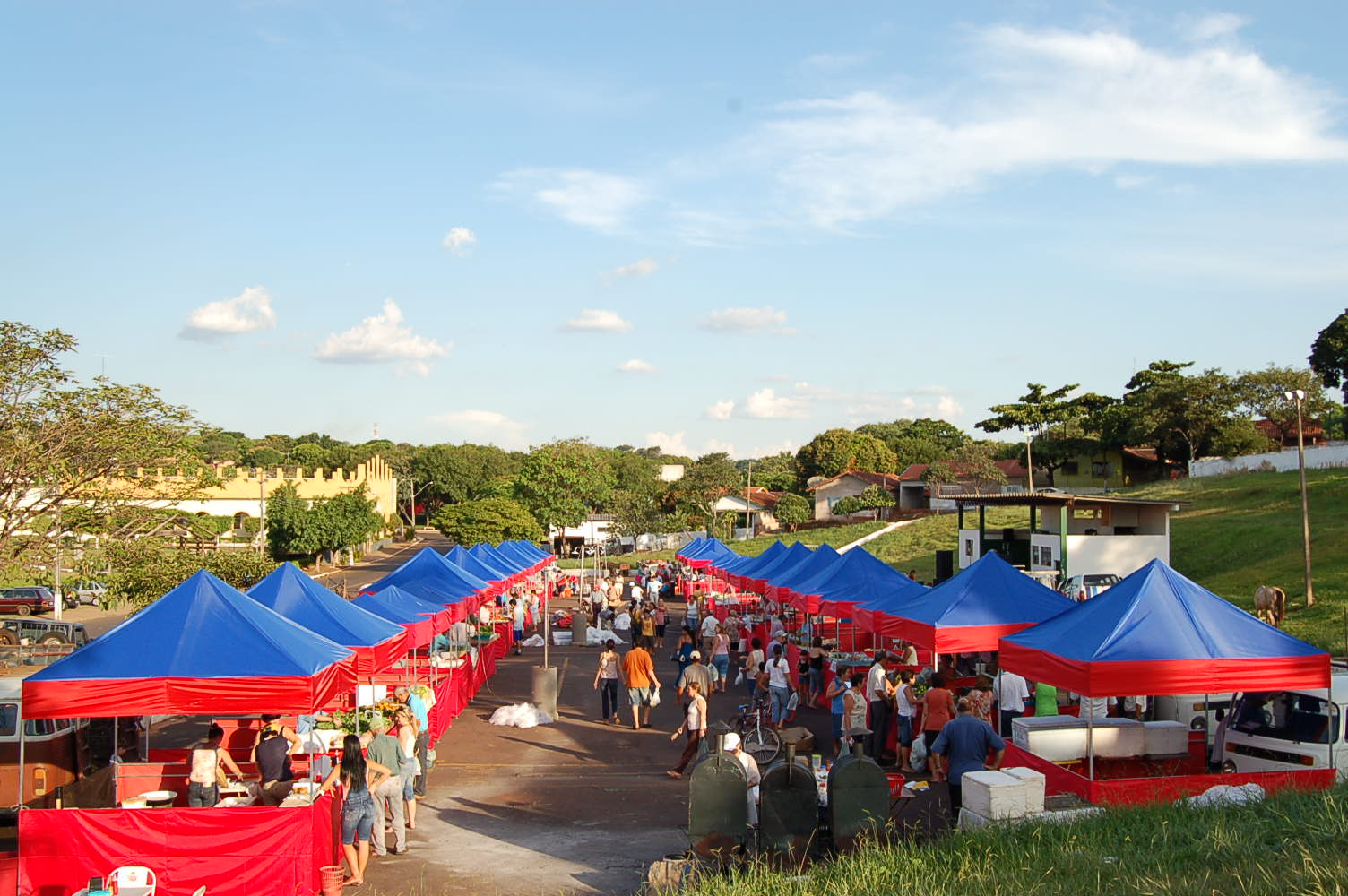
Feira do Produtor.

Ao longo dos últimos anos tem dedicado grande parte da sua atenção ao desenvolvimento da agricultura, e especialmente à pequena propriedade rural, que produz alimentos, gera renda e condições dignas de vida para inúmeras famílias do Município. Através do Terra-Fertil, a Secretaria de Agricultura tem desenvolvido diversos trabalhos que visam o desenvolvimento da pequena propriedade, e o aumento de sua produtividade com qualidade. Grandes investimentos então olhando para Cruzeiro do Oeste devido ao grande incentivo de seus governantes e a mão de obra barata, em termos.
O Município participa ativamente do Programa de Financiamento de tratores dos governos federal e estadual para a mecanização da produção. Incentiva a produção da citricultura através dos programas de cultivo de laranja, abacaxi e acerola, com um novo projeto de incentivo ao cultivo de maracujá e também de palmito pupunha, em andamento.
Em 2009, mais de 90 mil mudas de café enxertadas foram subsidiadas, e está reservando mais 70 mil mudas para o próximo ano (2010), dando novas opções de renda para o pequeno produtor, além da distribuição de calcário e cama de frango.[carece de fontes?]
Cruzeiro do Oeste está iniciando agora, a Associação de Produtores de Laranja já tem sua própria estrutura, tem estatuto aprovado e diretoria eleita. O presidente é o produtor Joaquim Manoel Mendes Afonso. O objetivo é envolver produtores de outros municípios da região e, desta forma, criar uma fronteira forte no cultivo dessa fruta. O otimismo é tanto em Cruzeiro do Oeste que, em pouco tempo, o município poderá se transformar no maior produtor regional. É que, paralelamente às ações da recém-criada Associação, um grupo de empresários mostrou interesse na discussão, se organizou e já adquiriu em Cruzeiro do Oeste uma área de 600 alqueires, dos quais 450 alqueires estão sendo preparados para o plantio de laranja. Serão plantados 400 mil pés e o objetivo é para um futuro próximo, chegar a 1 milhão de pés.[carece de fontes?]
A cidade conta com empresas do porte de: Laticínios Latco, CitrusPar (antiga BrasCitrus), GA Construtora de Obras e Civil, FrigoAstra, FrigoCruz, Tampico (Latco Beverages), Farinheira, Concessionária Volvo Rivesa. Além de uma penitenciária estadual (PECO).

Faculdades de Cruzeiro do Oeste
- FACO matriz em Cruzeiro do Oeste oferece 8 cursos.
- Universidade Aberta Brasil (UAB) Campus CDO oferece 7 cursos.

## Hidrografia
Cruzeiro do Oeste é banhado por apenas 2 rios que cortam o município, o Rio das Antas e Rio Tapiracui (rio da areia). Sendo que existe a empresa  Associação dos Moradores da Estrada Rio das Antas que foi fundada em 13 de dezembro de 2022 na cidade Cruzeiro do Oeste no estado Paraná. Sua atividade principal, conforme a Receita Federal, é 94.30-8-00 - Atividades de associações de defesa de direitos sociais. Sua situação cadastral até o momento é ativa.

### Principais rodovias
- PR-323 - Maringá, Cianorte, Cruzeiro do Oeste, Umuarama, Guaíra
- PR-180 - Goioerê, Cruzeiro do Oeste
- PR-477 - Nova Olímpia, Cruzeiro do Oeste
- BR-487 - Campo Mourão, Tuneiras do Oeste, Cruzeiro do Oeste, Naviraí (MS)

### Rodovias
Com o número crescente de veículos nas rodovias que passam por Cruzeiro do Oeste, é dada especial atenção para a PR-323, que liga as cidades de Maringá, Paiçandu, Doutor Camargo, Cianorte, Tapejara, Cruzeiro do Oeste, Umuarama, Perobal, Cafezal do Sul e Iporã, esta se tornando em uma autêntica "rodovia da morte", possui pavimento asfáltico em pista simples e com movimento de veículos intenso, pesquisa realizada em 2008 por uma organização independente, mostra que o movimento diário ultrapassa 30 mil veículos, em decorrência do movimento inúmeros acidentes são registrados inclusive com mortes, sendo necessário com urgência a sua duplicação.

## Comunicações
Rádios
- Vitória FM (87,5)
- Rádio Difusora AM (590)
- Rádio Metropolitana 92.5 FM

Televisão
- Sinal VHF: RPCTV 01, TV Tibagi 05, TV Record 04.

### Segurança
Cruzeiro do Oeste é Sede do 7º Batalhão de Polícia Militar responsável por mais de 13 municípios da região Noroeste, portanto o 7.º Batalhão de Polícia Militar, localizado na região noroeste do Estado do Paraná, pertence ao 3.º Comando Regional de Polícia Militar, sendo uma das unidades mais antigas da Corporação, com data de criação em 24 de junho de 1968. O 7.º BPM, hoje, é divido em duas Companhias, além de um pelotão de Rondas Ostensivas Tático Móvel (ROTAM) e tem uma extensão territorial de aproximadamente 4.500 km², compreendendo tanto áreas rurais como urbanas. Responsável pelo policiamento ostensivo e pelo atendimento de ocorrências policiais em 13 cidades da região noroeste do Estado do Paraná, o 7º BPM é o garantidor da segurança de mais de 138 mil pessoas que residem em sua área de atuação, além da população flutuante que frequenta a agricultura, o comércio e os serviços, bem como os equipamentos públicos e privados de saúde, educação e lazer.
Também possui uma Unidade da Defesa Civil que atende mais 4 municípios além do mesmo.

### Saúde
- Hospital Municipal de Cruzeiro do Oeste
- Posto Municipal de Saúde Central com PA (Pronto Atendimento)
- Posto Municipal de Saúde Jardim Cruzeiro
- Posto Municipal de Saúde São Silvestre

## Atual prefeito e os ex-prefeitos
- Armando Cerci Junior (2025-presente)
- Maria Helena Bertoco Rodrigues (2021 - 2024)
- Maria Helena Bertoco Rodrigues (2018 - 2020)
- Hedilberto Villa Nova Sobrinho (2017 - 2018)
- Valter Pereira da Rocha (2011 - 2016)
- José Carlos Becker de Oliveira e Silva (2005 - 2010)
- Yukio Tominaga (2001 - 2004)
- Antônio Mazzei (1997 - 2000)
- José Antônio de Castro (1993 - 1996)
- Antônio Alberto Scoparo (1989 - 1992)
- João Ferreira (1983 - 1988)
- Jair Pessoa de Moraes (1976 - 1982)
- Aristofones Tofinho Hatum (1972 - 1976)
- João Ferreira (1968 - 1971)
- Sinzenando Rigolon (1963 - 1968)
- Armando Cerci (1959 - 1963)
- Aparício Teixeira D´Avila (1955 - 1959)

## Administração
- Prefeito: Armando Cerci Junior (2025-presente)
- Vice-prefeito: Nadya Massé (2025-presente)
- Presidente da câmara: Nelson Toth (2025-presente)